# Българско неделно училище „Св. св. Кирил и Методий“ (Окланд)
Българско неделно училище „Св. св. Кирил и Методий“ (на английски: Bulgarian Sunday School "St. St. Cyril and Methodius") е неделно училище на българската общност в Окланд, Нова Зеландия. В него се обучават деца на възраст от 5 до 15 години. Директор на училището е Соня Арабаджиева.

## История
Българското училище е основано през 2003 г. от Елена Моткова и Елена Узунова. То функционира в рамките на българското дружество, както и фолклорния ансамбъл „Български рози”, който е създаден от Соня Арабаджиева през 2006 г.